# Václav Hess
Václav Hess (též Hes, 1. června 1850 Soběslav – 5. ledna 1890 Smíchov) byl český spisovatel, překladatel z francouzského a německého jazyka, psal poezii, především do periodika Květy (1869) a do almanachu Ruch (1870). Krom jiných psal i sentimentálně laděné povídky a humoresky z vesnického a maloměšťanského prostředí, jež v roce 1888 vydal pod názvem Prosté novelly.

## Život a dílo
Hess se narodil asistentovi berního úřadu v Soběslavi Václavu Hessovi a Marii roz. Pichterové. Vychodil pět tříd na gymnáziu v Táboře a po absolvování se ve dvaceti letech rozhodl pro hereckou kariéru, která však byla krátká a nahradila ji kariéra spisovatele a novináře.

### Herecká kariéra
Začátky Hessovy neúspěšné herecké kariéry byly v divadelní společnosti J. Šmídové a div. společnosti T. Knížkové. Na konci 70. let se, společně se svou manželkou Františkou Hessovou roz. Jakoubkovou (kterou si vzal v Písku roku 1873), přidal ke Společnosti Františka Pokorného. Zde vystupoval několika v epizodních a vedlejších rolích:
- mlynář Tomáš ve veselohře J. N. Štěpánka: Čech a Němec [4]
- brusič Nožejček ve hře J. K. Tyla: Tvrdohlavá žena[4]

Větší role nedostával, proto když jeho úspěšnější žena dostala v roce 1881 angažmá u Švandovy společnosti, své dráhy herce se vzdal.

### Literární kariéra
Prvním literárním počinem Václava Hesse měla být sociální poezie vydaná v roce 1869 v periodiku Květy a další o rok později v almanachu Ruch (cikán,po smrti,píseň). Poté se stal přispěvatelem do periodika Česká Thalia: divadelní a zábavné listy, vycházející mezi lety 1887–1892., dále psal do Národních listů, do časopisu Paleček, do novin Prorok: nový kalendář pro zábavu a domácnost, a do humoristického časopisu Švandy Dudáka. V 80. letech dále pracoval jako lokální reportér pro redakce časopisu Čech a pro České noviny. V Národních listech fungoval jako administrátor.
V roce 1888 vydal knihu Prosté novelly, jež na 451 stranách zachycuje povídky jako Nevěrná žena, Dítě vojaččino, Ve sněhových závějích či Zlatý křížek.
Nejblíže k předchozí kariéře herce se ocitl, když napsal divadelní hry Sedlák z hor a Český primátor, ani jedna z her se však nedochovaly.

### Překladatelská kariéra
Václav Hess pracoval na překladech z německého jazyka do jazyka českého a též z jazyka francouzského do českého jazyka. Podle jeho vlastních slov přeložil knihy od Victora Huga Hernani a Marie Tudor, avšak toto nelze prokazatelně potvrdit. Ottův slovník je naopak uvádí jako skutečně přeložená díla Václavem Hessem. Díla, která však zcela určitě překládal, jsou následující:
- Liberální kandidát: časový obraz ze života ve Francii, autorem je Alfred de Besancenet, překlad vyšel v Brně roku 1887 [9]
- Novodobá německá korespondence soukromá, obchodní, úřední: autorem je Koloděj Miroslav, Hess je zde uveden jako jazyková spolupráce. kniha vyšla až po Hessově smrti, v roce 1941[10]
- Válka v Míru, autorem je Gustav von Moser a Hess ji přeložil v roce 1882[11]

## Smrt
Hess zemřel 5. ledna 1890 ve 39 letech na tuberkulózu. Zanechal po sobě dva potomky, Jaroslava Josefa Hesse (pozdějšího manžela Marie Hess-Guthové) a Annu Hessovou, těm bylo v době jeho úmrtí 15 a 14 let. Na zmíněné siroty byla zorganizovaná finanční sbírka, v níž bylo vybráno 566 zlatých.